# EC 1.1
La EC 1.1 è una sottoclasse della classificazione EC relativa agli enzimi. Si tratta di una sottoclasse delle ossidoreduttasi che include enzimi che agiscono su donatori di tipo CH-OH (alcoli).

## Sotto-sottoclassi
Esistono sei ulteriori sotto-sottoclassi:
- EC 1.1.1: con NAD+ o NADP+ come accettore;
- EC 1.1.2: con un citocromo come accettore;
- EC 1.1.3: con ossigeno come accettore;
- EC 1.1.4: con un disolfuro come accettore;
- EC 1.1.5: con un chinone o composti simili come accettore;
- EC 1.1.99: con altri accettori.